# Deutsche Gesellschaft für Phlebologie und Lymphologie
Die Deutsche Gesellschaft für Phlebologie und Lymphologie ist eine wissenschaftliche Vereinigung auf den medizinischen Fachgebieten der Phlebologie und der Lymphologie. Sie ging im Jahr 2023 aus der Verschmelzung der Deutschen Gesellschaft für Phlebologie und Proktologie (hervorgegangen aus der Deutschen Arbeitsgemeinschaft für Phlebologie) mit der Deutschen Gesellschaft für Lymphologie hervor.  
Am 24. März 1957 wurde die Deutsche Arbeitsgemeinschaft für Phlebologie im Hotel Frankfurter Hof in Frankfurt am Main gegründet. Ihre Ursprünge reichen bis zum „Verein der Spezialärzte für Beinleiden“ (1909–1934) zurück. Sie ist somit eine der ältesten Phlebologischen Gesellschaften. Von anfänglich knapp 100 Mitgliedern wuchs sie bis zum Jahr 2016 auf 1.600 Mitglieder an und war damit eine der größten wissenschaftlichen phlebologischen Gesellschaften der Welt. Die DGP wurde im Jahr 1979 Mitglied der Arbeitsgemeinschaft der Wissenschaftlichen Medizinischen Fachgesellschaften (AWMF). Der Verein wurde gegründet, um alle an den Problemen der Gefäßkrankheiten, vor allem der Venenkrankheiten, interessierten Ärzte zu vereinen, weiterzubilden und dieses Fachgebiet in Wissenschaft und Praxis weiterzuentwickeln. Im Jahr 2023 verschmolz die DGP mit der Deutschen Gesellschaft für Lymphologie zur Deutschen Gesellschaft für Lymphologie und Phlebologie. Dadurch wuchs die Mitgliederzahl der Fachgesellschaft auf etwa 2300 Personen an.
Der Satzungszweck wird insbesondere durch wissenschaftliche Veranstaltungen auf nationaler und internationaler Ebene, Durchführung von Weiterbildungsmaßnahmen, Weiterentwicklung des ärztlichen Fachgebiets in Wissenschaft und Praxis, sowie die Herausgabe einer der Wissenschaft und Weiterbildung dienenden Zeitschrift (Phlebologie, Georg Thieme Verlag) verwirklicht. Des Weiteren  unterstützt die Gesellschaft Forschungsaufgaben und -projekte der Grundlagenforschung auf dem Fachgebiet der Phlebologie.
Satzungsgemäß können der Gesellschaft ordentliche Mitglieder, außerordentliche Mitglieder, fördernde Mitglieder, korporative Mitglieder, korrespondierende Mitglieder und Ehrenmitglieder angehören. Ordentliche Mitglieder können Ärzte oder Therapeuten sein, die sich wissenschaftlich oder praktisch mit der Phlebologie oder der Lymphologie  beschäftigen. Außerordentliche Mitglieder können nichtärztliche Wissenschaftler werden, die sich aktiv mit der Phlebologie, der Lymphologie und ihren Grenzgebieten beschäftigt haben. Fördernde Mitglieder können natürliche oder juristische Personen werden, die die Gesellschaft zur Erreichung ihrer Ziele unterstützen. Korporative Mitglieder können wissenschaftliche Gesellschaften oder Vereine werden, deren Zielsetzung Aufgabenstellungen aus dem Gefäß- oder Lymphbereich umfasst. Zu korrespondierenden Mitgliedern können Ärzte und Wissenschaftler gewählt werden, die aktiv auf dem Gebiet der Lymphologie oder der Phlebologie und ihrer Grenzgebiete tätig sind. Zu Ehrenmitgliedern können Personen gewählt werden, die sich besondere Verdienste um die Phlebologie und/oder die Gesellschaft erworben haben.
Der eingetragene Vereinssitz ist Freiburg im Breisgau. Die Geschäftsstelle  befindet sich in Bonn.